# 2015. évi nyári európai ifjúsági olimpiai fesztivál
A 2015. évi nyári európai ifjúsági olimpiai fesztivál, hivatalos nevén a XIII. nyári európai ifjúsági olimpiai fesztivál egy több sportot magába foglaló nemzetközi sportesemény volt, melyet 2015. július 26. és augusztus 1. között rendeztek Tbilisziben, Grúziában.

## A versenyek helyszínei
- Borisz Paicsadze Stadion - nyitó és záróünnepségek.
- Új atlétikai stadion - atlétika és röplabda.
- Tbiliszi sportpalota - férfi kosárlabda.
- Vere Park - női kosárlabda.
- Új gimnasztikai komplexum - torna.
- Új kézilabda csarnok - kézilabda.
- Dzsúdó akadémia - cselgáncs.
- Új sportuszoda - úszás.
- Mziuri teniszsátor - tenisz.
- Új röplabda aréna - röplabda.

## Kabalaállat
A verseny kabalafigurája „P.E.A.K.Y.”, a madár. Neve két szó kombinációjából ered: peak (magyarul: csúcs) és youth (magyarul: fiatal, ifjú).
Tbiliszi alapításáról szóló legenda szerint a város mostani területét 458-ig erdő borította, az akkori király, Vahtang Gorgasali a sólymával (más vélemények szerint héjával) elment vadászni ebbe az erdőségbe. A sólyom elkapott egy fácánt, de utána mindkét madár beleesett egy hőforrásba, és elpusztult. Az esemény emlékére a király kiirtatta az erdőt és helyére várost épített. Ezért esett a viadal szervezőinek a választása a madarat ábrázoló figurára.

## Részt vevő nemzetek
Az alábbi 50 nemzet képviseltette magát a sporteseményen:
- Albánia (3)
- Andorra (3)
- Ausztria (44)
- Azerbajdzsán (36)
- Belgium (77)
- Bosznia-Hercegovina (25)
- Bulgária (46)
- Ciprus (11)
- Csehország (95)
- Dánia (38)
- Észtország (32)
- Fehéroroszország (62)
- Finnország (60)
- Franciaország (91)
- Görögország (41)
- Grúzia (137)
- Hollandia (53)
- Horvátország (33)
- Izland (15)
- Izrael (30)
- Írország (35)
- Koszovó (15)
- Lengyelország (87)
- Lettország (72)
- Liechtenstein (6)
- Litvánia (45)
- Luxemburg (11)
- Észak-Macedónia (3)
- Magyarország (81)
- Málta (2)
- Moldova (19)
- Monaco (5)
- Montenegró (17)
- Egyesült Királyság (44)
- Németország (93)
- Norvégia (62)
- Olaszország (104)
- Oroszország (119)
- Örményország (23)
- Portugália (24)
- Románia (66)
- San Marino (5)
- Spanyolország (63)
- Svájc (58)
- Svédország (37)
- Szerbia (67)
- Szlovákia (30)
- Szlovénia (60)
- Törökország (103)
- Ukrajna (48)

## Versenyszámok
| Versenyszámok a 2015. évi európai nyári ifjúsági olimpiai fesztiválon |       |     |        |          |
| Sportág, szakág                                                       | férfi | női | vegyes | összesen |
| Atlétika                                                              | 18    | 18  |        | 36       |
| Cselgáncs                                                             | 8     | 8   |        | 16       |
| Kerékpározás                                                          | 2     | 2   |        | 4        |
| Kézilabda                                                             | 1     | 1   |        | 2        |
| Kosárlabda                                                            | 1     | 1   |        | 2        |
| Röplabda                                                              | 1     | 1   |        | 2        |
| Tenisz                                                                | 2     | 2   |        | 4        |
| Torna                                                                 | 8     | 6   |        | 14       |
| Úszás                                                                 | 15    | 15  | 2      | 32       |
|                                                                       |       |     |        |          |
| Összesen                                                              | 56    | 54  | 2      | 112      |

## Menetrend
A 2015. évi nyári európai ifjúsági olimpiai fesztivál menetrendje:
| ● | Nyitóünnepség | ● | Versenynapok | ● | Döntők | ● | Záróünnepség |

| Július/Augusztus    | Július/Augusztus    | 26 | 27 | 28 | 29 | 30 | 31 | 01 | Versenyszámok |
| ------------------- | ------------------- | -- | -- | -- | -- | -- | -- | -- | ------------- |
| Ünnepségek          | Ünnepségek          | ●  |    |    |    |    |    | ●  |               |
| Atlétika            | Atlétika            |    | 2  | 4  | 5  | 7  | 11 | 7  | 36            |
| Cselgáncs           | Cselgáncs           |    |    | 4  | 3  | 3  | 3  | 3  | 16            |
| Kerékpározás        | Kerékpározás        |    |    | 2  |    | 2  |    |    | 4             |
| Kézilabda           | Kézilabda           |    |    |    |    |    |    | 2  | 2             |
| Kosárlabda          | Kosárlabda          |    |    |    |    |    |    | 2  | 2             |
| Röplabda            | Röplabda            |    |    |    |    |    |    | 2  | 2             |
| Tenisz              | Tenisz              |    |    |    |    |    |    | 4  | 4             |
| Torna               | Torna               |    |    | 1  | 1  | 2  | 5  | 5  | 14            |
| Úszás               | Úszás               |    | 5  | 7  | 7  | 3  | 10 |    | 32            |
| Összes aznapi döntő | Összes aznapi döntő |    | 7  | 18 | 16 | 17 | 29 | 25 | 112           |

## A magyar érmesek
| Érem  | Versenyző | Sportág    | Versenyszám         |
| ----- | --- | ---------- | ------------------- |
| Arany | Aranyi Ferenc | Atlétika   | Diszkoszvetés       |
| Arany | Barta Márton | Úszás      | 400 m vegyes        |
| Arany | Késely Ajna | Úszás      | 200 m pillangó      |
| Arany | Késely Ajna | Úszás      | 200 m gyors         |
| Arany | Késely Ajna | Úszás      | 400 m gyors         |
| Arany | Késely Ajna | Úszás      | 800 m gyors         |
| Arany | Gyurinovics Fanni | Úszás      | 200 m vegyes        |
| Arany | Gyurinovics Fanni | Úszás      | 50 m gyors          |
| Arany | Barócsai Petra | Úszás      | 100 m pillangó      |
| Ezüst | Késely Ajna | Úszás      | 100 m gyors         |
| Ezüst | Barócsai Petra | Úszás      | 800 m gyors         |
| Ezüst | Márton Richárd | Úszás      | 200 m pillangó      |
| Bronz | Pavuk Tira | Atlétika   | 2000 m akadályfutás |
| Bronz | Tamási Szandra | Cselgáncs  | 44 kg               |
| Bronz | Tóth Apor Imre | Cselgáncs  | 81 kg               |
| Bronz | Szigetvári Mercédesz | Cselgáncs  | 70 kg               |
| Bronz | Czukor Dalma Barhács Laura Foitl Emília Boros Dorka Bernáth Réka Pusztai Petra Merész Beatrix Radócz Fanni Gereben Lívia Lelik Réka Juhász Dorka Soós Réka | Kosárlabda | Női                 |
| Bronz | Boncser Krisztián | Torna      | Talaj               |
| Bronz | Végh István | Úszás      | 50 m gyors          |
| Bronz | Márton Richárd | Úszás      | 400 m gyors         |
| Bronz | Márton Richárd | Úszás      | 200 m gyors         |
| Bronz | Huszti Dávid | Úszás      | 1500 m gyors        |
| Bronz | Holló Balázs Márton Richárd Végh István Barta Márton | Úszás      | 4 × 100 m gyors     |

## Éremtáblázat
| A 2015. évi európai nyári ifjúsági olimpiai fesztivál éremtáblázata | A 2015. évi európai nyári ifjúsági olimpiai fesztivál éremtáblázata | A 2015. évi európai nyári ifjúsági olimpiai fesztivál éremtáblázata | A 2015. évi európai nyári ifjúsági olimpiai fesztivál éremtáblázata | A 2015. évi európai nyári ifjúsági olimpiai fesztivál éremtáblázata | Olimpia  |
| ------------------------------------------------------------------- | ------------------------------------------------------------------- | ------------------------------------------------------------------- | ------------------------------------------------------------------- | ------------------------------------------------------------------- | -------- |
|                                                                     | Ország                                                              | Arany                                                               | Ezüst                                                               | Bronz                                                               | Összesen |
| 1.                                                                  | Oroszország                                                         | 17                                                                  | 9                                                                   | 11                                                                  | 37       |
| 2.                                                                  | Olaszország                                                         | 12                                                                  | 2                                                                   | 10                                                                  | 24       |
| 3.                                                                  | Franciaország                                                       | 9                                                                   | 4                                                                   | 9                                                                   | 22       |
| 4.                                                                  | Magyarország                                                        | 9                                                                   | 3                                                                   | 11                                                                  | 23       |
| 5.                                                                  | Szlovénia                                                           | 5                                                                   | 6                                                                   | 5                                                                   | 16       |
| 6.                                                                  | Moldova                                                             | 5                                                                   | 2                                                                   | 0                                                                   | 7        |
| 7.                                                                  | Egyesült Királyság                                                  | 4                                                                   | 8                                                                   | 8                                                                   | 20       |
| 8.                                                                  | Spanyolország                                                       | 4                                                                   | 8                                                                   | 6                                                                   | 18       |
| 9.                                                                  | Hollandia                                                           | 4                                                                   | 3                                                                   | 8                                                                   | 15       |
| 10.                                                                 | Grúzia                                                              | 4                                                                   | 0                                                                   | 6                                                                   | 10       |
| 11.                                                                 | Németország                                                         | 3                                                                   | 8                                                                   | 6                                                                   | 17       |
| 12.                                                                 | Ukrajna                                                             | 3                                                                   | 7                                                                   | 1                                                                   | 11       |
| 13.                                                                 | Románia                                                             | 3                                                                   | 5                                                                   | 2                                                                   | 10       |
| 14.                                                                 | Fehéroroszország                                                    | 3                                                                   | 0                                                                   | 4                                                                   | 7        |
| 15.                                                                 | Belgium                                                             | 2                                                                   | 6                                                                   | 5                                                                   | 13       |
| 16.                                                                 | Írország                                                            | 2                                                                   | 6                                                                   | 2                                                                   | 10       |
| 17.                                                                 | Szerbia                                                             | 2                                                                   | 4                                                                   | 3                                                                   | 9        |
| 18.                                                                 | Svájc                                                               | 2                                                                   | 3                                                                   | 2                                                                   | 7        |
| 19.                                                                 | Finnország                                                          | 2                                                                   | 3                                                                   | 1                                                                   | 6        |
| 20.                                                                 | Svédország                                                          | 2                                                                   | 3                                                                   | 0                                                                   | 5        |
| 21.                                                                 | Csehország                                                          | 2                                                                   | 2                                                                   | 3                                                                   | 7        |
| 22.                                                                 | Azerbajdzsán                                                        | 2                                                                   | 1                                                                   | 2                                                                   | 5        |
| 23.                                                                 | Norvégia                                                            | 2                                                                   | 0                                                                   | 4                                                                   | 6        |
| 24.                                                                 | Ausztria                                                            | 2                                                                   | 0                                                                   | 1                                                                   | 3        |
| 25.                                                                 | Lengyelország                                                       | 1                                                                   | 3                                                                   | 5                                                                   | 9        |
| 26.                                                                 | Törökország                                                         | 1                                                                   | 2                                                                   | 3                                                                   | 6        |
| 27.                                                                 | Bulgária                                                            | 1                                                                   | 2                                                                   | 0                                                                   | 3        |
|                                                                     | Dánia                                                               | 1                                                                   | 2                                                                   | 0                                                                   | 3        |
| 29.                                                                 | Horvátország                                                        | 1                                                                   | 0                                                                   | 3                                                                   | 4        |
| 30.                                                                 | Bosznia-Hercegovina                                                 | 1                                                                   | 0                                                                   | 0                                                                   | 1        |
|                                                                     | Észtország                                                          | 1                                                                   | 0                                                                   | 0                                                                   | 1        |
| 32.                                                                 | Izrael                                                              | 0                                                                   | 5                                                                   | 0                                                                   | 5        |
| 33.                                                                 | Lettország                                                          | 0                                                                   | 3                                                                   | 0                                                                   | 3        |
| 34.                                                                 | Szlovákia                                                           | 0                                                                   | 2                                                                   | 2                                                                   | 4        |
| 35.                                                                 | Ciprus                                                              | 0                                                                   | 1                                                                   | 1                                                                   | 2        |
| 36.                                                                 | Montenegró                                                          | 0                                                                   | 1                                                                   | 0                                                                   | 1        |
| 37.                                                                 | Görögország                                                         | 0                                                                   | 0                                                                   | 2                                                                   | 2        |
|                                                                     |                                                                     |                                                                     |                                                                     |                                                                     |          |
| Összesen                                                            | Összesen                                                            | 112                                                                 | 114                                                                 | 126                                                                 | 352      |